# Classe business

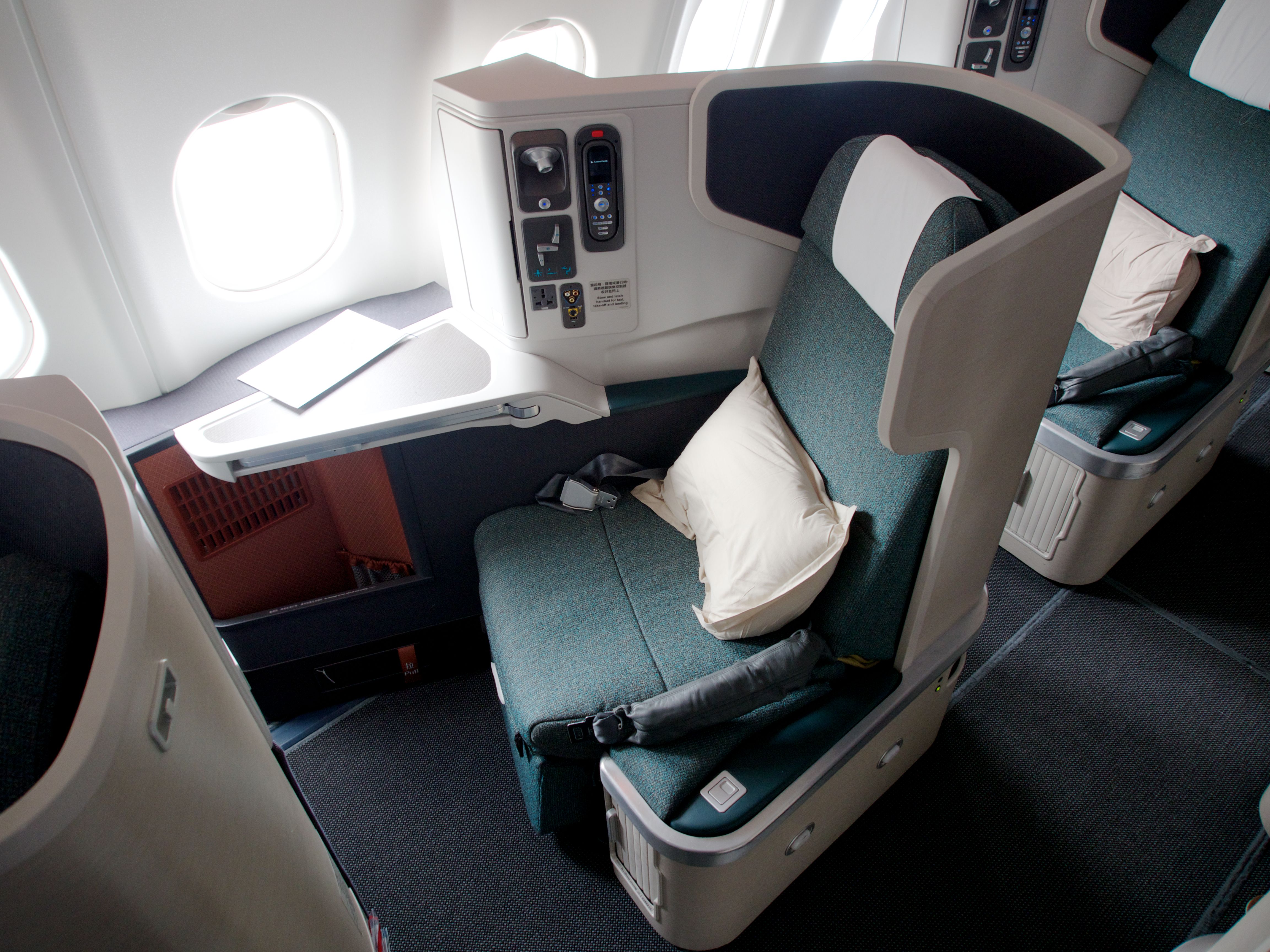
Una poltrona di classe business su un Airbus A330-300 di Cathay Pacific. Sul lato destro del sedile sono visibili i comandi per reclinare lo schienale e un telecomando per l'infotainment.

La Classe Business è una classe di viaggio disponibile su molte compagnie aeree commerciali e ferroviarie, nota anche con altre denominazioni che variano da compagnia a compagnia. In aviazione era intesa originariamente come un livello di servizio intermedio tra la classe economica e la prima classe, ma ad oggi molte compagnie aeree offrono la classe business come il livello di servizio più elevato, avendo eliminato i posti della prima classe. La classe business si distingue dalle altre classi di viaggio per la qualità dei sedili, dei pasti, delle bevande, del servizio a terra e di altri comfort. Nell'aviazione civile, la classe business è solitamente indicata con le lettere "J" o "C" con flessibilità di orario, ma può essere contrassegnata con molte altre lettere a seconda delle circostanze.

## Nelle compagnie aeree
Storia
Le compagnie aeree iniziarono a separare i passeggeri di classe economica a tariffa piena da quelli a tariffa ridotta alla fine degli anni '70. Nel 1976, KLM introdusse un servizio chiamato "Full Fare Facilities" (FFF) pensato per i suoi passeggeri di classe economica a tariffa piena, che consentiva loro di sedersi nella parte anteriore della cabina di classe economica immediatamente dietro la prima classe, questo servizio fu rapidamente ripreso da diverse altre compagnie aeree, ad esempio da Air Canada. Sia United Airlines che Trans World Airlines (TWA) sperimentarono un servizio simile a tre classi nel 1978, ma venne successivamente abbandonato a causa delle reazioni negative dei viaggiatori di classe economica a tariffa ridotta, questi ultimi infatti ritenevano che i servizi offerti venissero loro sottratti. United Airlines citò anche delle difficoltà nel tracciare quali passeggeri dovessero essere seduti in quale sezione della classe economica. Anche American Airlines iniziò a separare i passeggeri di classe economica a tariffa intera da quelli a tariffa ridotta nel 1978 e offrì i sedili centrali liberi per i passeggeri di classe economica a tariffa intera.
In quel periodo, nel campo dell'aviazione si speculava sul fatto che gli aerei supersonici avrebbero monopolizzato il mercato venendo riservati ai passeggeri più ricchi, in modo che gli altri aerei sarebbero stati configurati in tre classi. Nel 1977, El Al annunciò l'intenzione di riconfigurare i suoi aerei con una piccola cabina di prima classe e una cabina di classe business più grande, partendo dal presupposto che la maggior parte dei passeggeri di prima classe, per i voli transatlantici, avrebbe trasferito le proprie attività sul Concorde.
British Airways introdusse la "Club World", una cabina premium separata con numerosi comfort, nell'ottobre 1978 sotto la guida dell'amministratore delegato Colin Marshall. Questo servizio venne introdotto per distinguere ulteriormente i viaggiatori d'affari a tariffa intera dai turisti che volavano con tariffe ridotte. Seguendo l'esempio di British Airways, Pan American World Airways (Pan Am) annunciò che avrebbe introdotto la "Clipper Class" nel luglio 1978 mentre nel novembre dello stesso anno, sia Air France che Pan Am introdussero la classe business. Ad oggi, Qantas afferma di aver lanciato la prima classe business al mondo nel 1979.
Il 1° novembre 1981, Scandinavian Airlines (SAS) introdusse la "EuroClass", con una cabina separata nell'aereo, banchi check-in dedicati e lounge aeroportuali per i passeggeri con tariffa piena. Nel frattempo, la prima classe scomparve da tutte le compagnie aeree europee.

## Sulle rotte domestiche e regionali
Europa
Le compagnie aeree europee offrono generalmente una classe business con sedili in classe economica migliorati e in generale un servizio migliore. Potrebbe esserci una tenda per separare la classe business dalla classe economica, in base alla domanda, ma i posti a sedere si trovano nella stessa cabina. Alcune compagnie aeree come Air France o Lufthansa utilizzano dei sedili convertibili che possono ospitare tre passeggeri in classe economica, mentre in classe business possono essere trasformati in due posti più larghi tramite l'utilizzo di una leva.
La classe business è iniziata a scomparire da alcune rotte a corto/medio raggio, per essere sostituita dalla classe economica a tariffa piena o ridotta (servizio offerto da KLM e SAS). Su queste rotte, i posti sono gli stessi per tutti i passeggeri, cambiano solo la flessibilità del biglietto e il servizio di ristorazione. Sulle rotte più brevi (in genere inferiori a un'ora) molte compagnie aeree hanno eliminato completamente la classe business (ad esempio British Midland International, ormai chiusa) e offrono una sola classe di viaggio. British Airways offriva la "Business UK" sui suoi voli nazionali, offrendo lo stesso servizio della classe economica, con l'aggiunta di un check-in prioritario, ritiro bagagli, accesso alle lounge e imbarco prioritario. In volo, fino all'11 gennaio 2017, a tutti i passeggeri venivano servite bevande, tè o caffè e uno spuntino, con una colazione inclusa sui voli prima delle 9:30 del mattino.
Australia e Nuova Zelanda
Sia Qantas che Virgin Australia offrono la classe business sulle loro rotte nazionali e sui voli verso la Nuova Zelanda. I voli tra Perth e Sydney in genere offrono sedili completamente reclinabili.
D'altra parte, Air New Zealand non offre la classe business sulla sua rete di destinazioni nazionali. La classe business è disponibile sui voli tra Nuova Zelanda, Australia e Isole del Pacifico operati da Boeing 777 e Boeing 787, entrambi dotati di sedili completamente reclinabili.
America del Nord
Canada
Sui voli a corto raggio, Air Canada offre sedili reclinabili, simili a quelle offerte in classe business regionale negli Stati Uniti. Tuttavia, su alcune rotte ad alta capacità, come quella tra Vancouver e Toronto, Air Canada utilizza gli aerei della flotta a lungo raggio, composta da Boeing 777, Boeing 787, Boeing 767 e Airbus A330. Tuttavia, su alcune compagnie aeree a basso costo, come Air Transat, la classe business non ha il sedile centrale, garantendo maggiore comfort e riprendendo lo stile europeo.
Con l'introduzione dei Boeing 787 sulle rotte nazionali e internazionali selezionate, WestJet offre 16 poltrone di classe business completamente reclinabili su ciascuno dei suoi Boeing 787-9.
Stati Uniti
Tutte e tre le principali compagnie aeree statunitensi (American Airlines, United Airlines e Delta Air Lines) utilizzano solo poltrone completamente reclinabili in classe business con accesso diretto al corridoio sui loro aerei a fusoliera larga, così come su alcuni aerei a fusoliera stretta utilizzati sui voli a lungo raggio come il Boeing 757 e l'Airbus A321. Dopo il decollo viene servito un pasto a più portate e, a seconda della durata del volo, prima dell'atterraggio viene servito uno spuntino freddo o un pasto leggero. I passeggeri della classe business sui voli internazionali hanno accesso al check-in e ai controlli di sicurezza prioritari, oltre all'accesso alle lounge aeroportuali. United e American Airlines offrono inoltre delle lounge premium con un servizio di ristorazione migliorato nei loro hub principali.
Alcune rotte tra la costa orientale e quella occidentale sono considerate "transcontinentali premium" e offrono un'esperienza paragonabile alla classe business sui voli internazionali a lungo raggio. Tuttavia, è raro che tutti i sedili abbiano un accesso diretto al corridoio dell'aereo. American Airlines utilizza una flotta dedicata di aerei Airbus A321 formati da 3 cabine con 20 poltrone reclinabili in una configurazione 2-2 per questi voli. Anche JetBlue Airways detiene una flotta di A321 che offre la "Mint Business Class", che alterna poltrone reclinabili in configurazione 2-2 e suite in disposizione 1-1 con porta scorrevole. United e Delta Air Lines utilizzano una combinazione di aeromobili a fusoliera larga e stretta per queste rotte, con una varietà di design per i sedili reclinabili.
Quasi tutti gli altri voli negli Stati Uniti (così come quelli verso il Canada, l'America Centrale e i Caraibi) operati da American Airlines, United Airlines, Delta e Alaska Airlines, utilizzano aeromobili a fusoliera stretta a due cabine. I sedili più vicini alla cabina di pilotaggio sono commercializzati come "Prima Classe" sulle rotte nazionali, anche se viene utilizzata la tariffa di classe business. Queste tariffe includono un sedile reclinabile più ampio, check-in/sicurezza/imbarco prioritari e un servizio generale migliorato. Solo Alaska Airlines consente l'accesso alle lounge ai clienti di "Prima Classe" senza dover effettuare ulteriori viaggi internazionali. Sono incluse bevande alcoliche e analcoliche, servite in bicchieri o tazze di ceramica. Il servizio pasti varia notevolmente a seconda della compagnia aerea, dell'orario di partenza e della rotta. I voli tra gli hub principali durante le ore diurne solitamente prevedono un pasto caldo completo, indipendentemente dall'orario del volo. Gli aerei regionali non dispongono di cucine e tutte le portate principali vengono servite fredde. Come minimo, un assistente di volo distribuirà un cestino contenente vari snack.
Compagnie aeree a basso costo

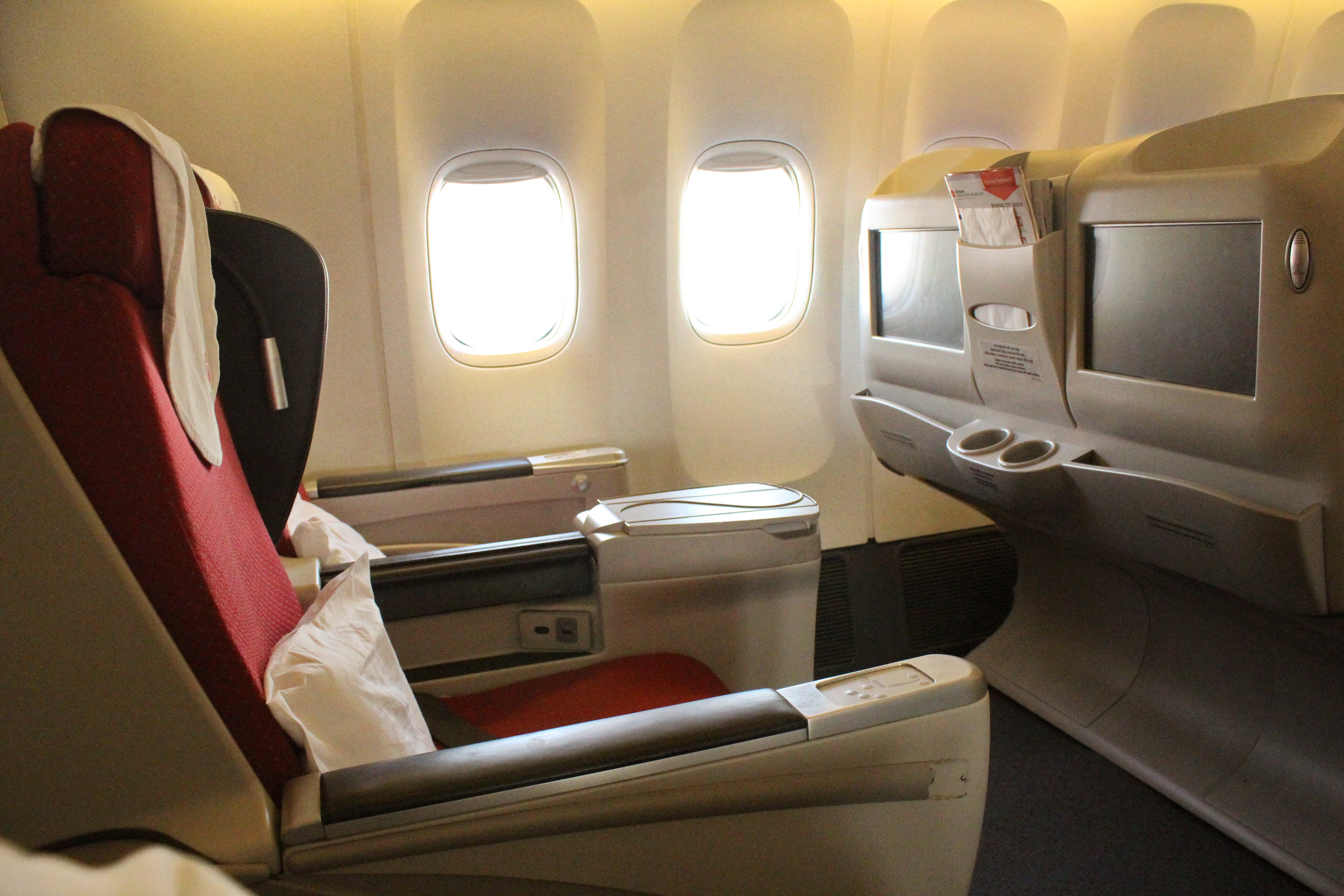
I sedili di classe business su un Boeing 777-300ER di Biman Bangladesh Airlines in volo tra Gedda e Dacca.

La maggior parte delle compagnie aeree a basso costo, come Ryanair ed EasyJet in Europa, Southwest Airlines negli Stati Uniti e persino alcune compagnie aeree di bandiera come Aer Lingus ed Air New Zealand, non offrono la classe business sulle loro reti di destinazioni nazionali e regionali. Alcune, tuttavia, offrono delle opzioni alternative alla classe economica standard:
- AirAsia applica un sovrapprezzo ai passeggeri che si siedono sui sedili situati nella parte anteriore dell'aereo o sulle uscite di emergenza, che offrono anche più spazio per le gambe e permettono di imbarcarsi per primi. Vengono chiamati Hot Seats.[13]
- Sulle sue destinazioni nazionali e verso l'Australia, Air New Zealand offre dei posti chiamati Space+, sono gratuiti per i soci "Elite" del "Koru Club" e con un piccolo supplemento al banco del check-in per gli altri passeggeri. A parte qualche centimetro in più di spazio per le gambe, i posti sono identici ai normali sedili della classe economica.
- JetBlue Airways offre dei posti chiamati "Even More Space" a un costo aggiuntivo compreso tra 20 dollari e 90 dollari a tratta. "Even More Space" include l'imbarco prioritario e i controlli di sicurezza prioritari, ma non altri vantaggi.
- Spirit Airlines offre dei posti chiamati "Big Front Seats" nella prima fila di tutti i suoi aerei. Questi sedili facevano parte della precedente offerta di prima classe, chiamata "Spirit Plus", ma ora non offrono più altri vantaggi se non un maggiore spazio tra i sedili e una disposizione 2-2, anziché 3-3.

## Sui voli a lungo raggio

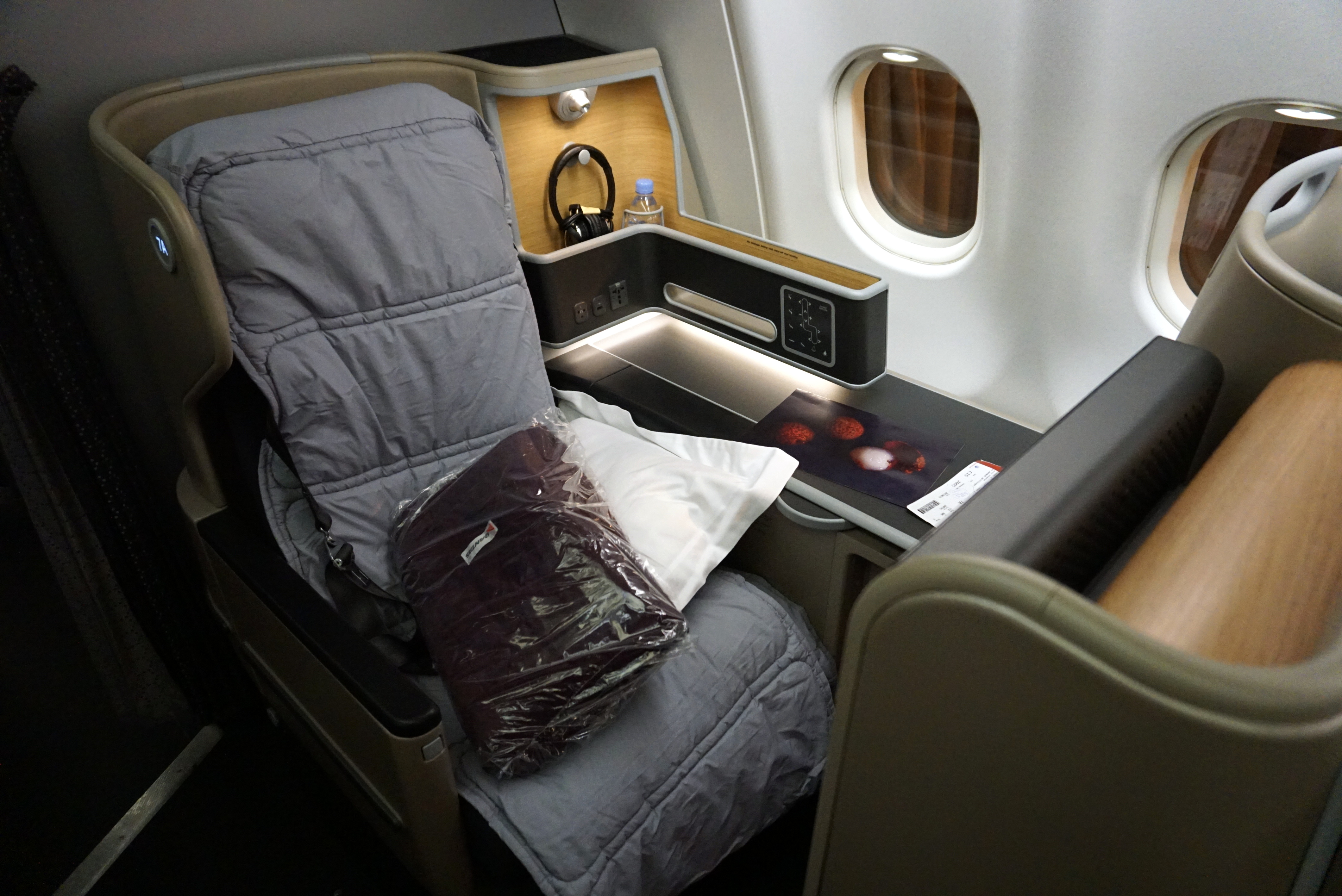
Un sedile di classe business su un Airbus A330 di Qantas con copriletto incluso.

La classe business rappresenta un salto di qualità molto più significativo rispetto alla classe economica per i voli a lungo raggio, a differenza di un volo regionale o nazionale, dove la classe business offre pochi vantaggi rispetto alla classe economica. Le innovazioni dei sedili in classe business, che incorporano caratteristiche precedentemente presenti solo in prima classe, hanno ridotto il divario in termini di comfort. Questi progressi fatti della classe business, così come la crisi finanziaria del 2007-2008, hanno indotto alcune compagnie aeree a rimuovere o non installare poltrone di prima classe sui loro aerei (poiché i posti in prima classe costano solitamente il doppio della classe business, ma possono occupare più del doppio dello spazio), il che rende i sedili di classe business i più costosi su questi aerei, mentre altre compagnie aeree hanno reintrodotto la prima classe come "suite di fascia alta" rispetto alla classe business contemporanea.

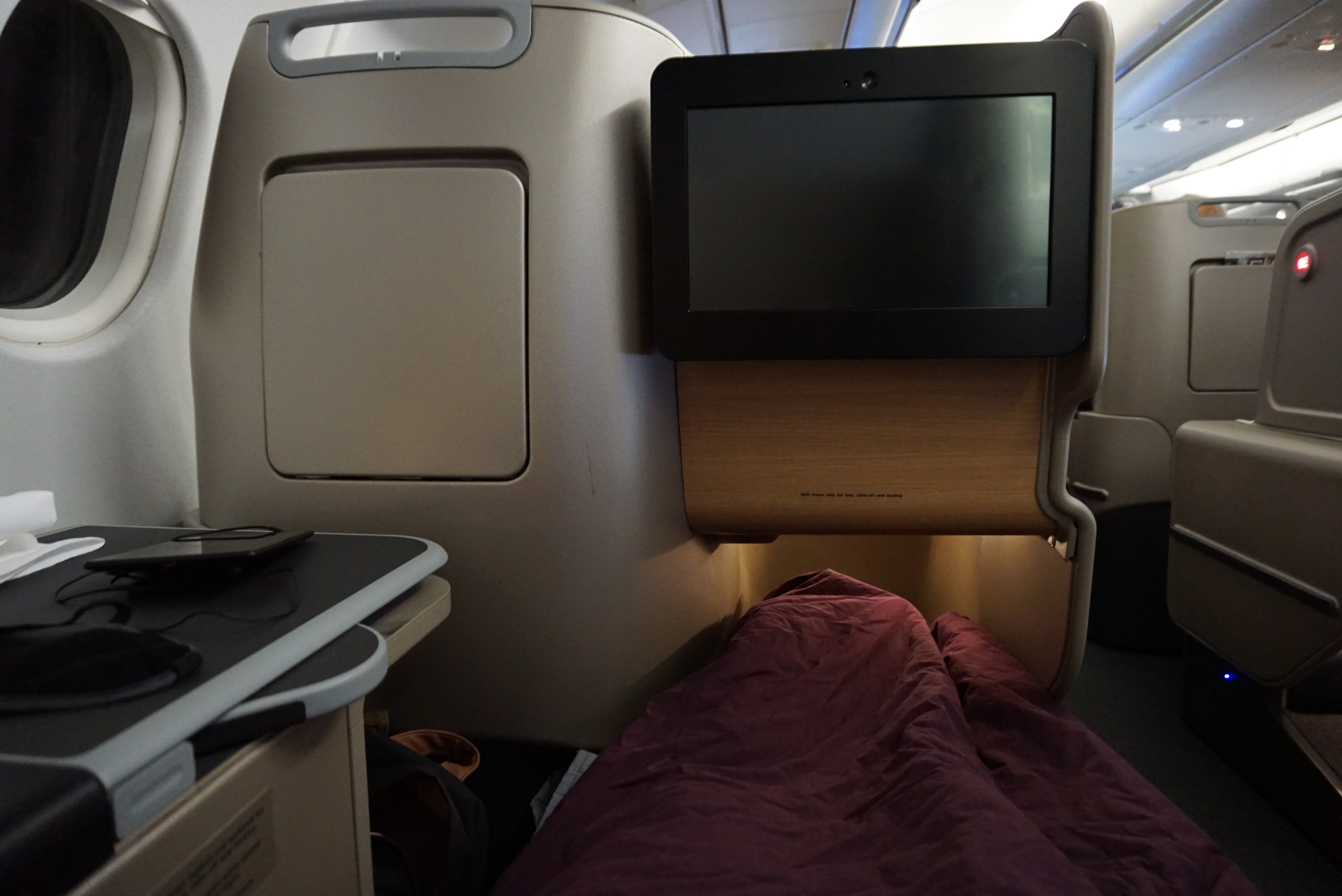
Il sedile di classe business di Qantas completamente reclinato.

Come in prima classe, tutte le bevande alcoliche sono gratuite e i pasti sono di qualità superiore rispetto alla classe economica. I passeggeri di classe economica di solito non sono ammessi in classe business, mentre ai passeggeri di prima classe è generalmente consentito attraversare il divisorio tra classe business e prima classe.
I sedili

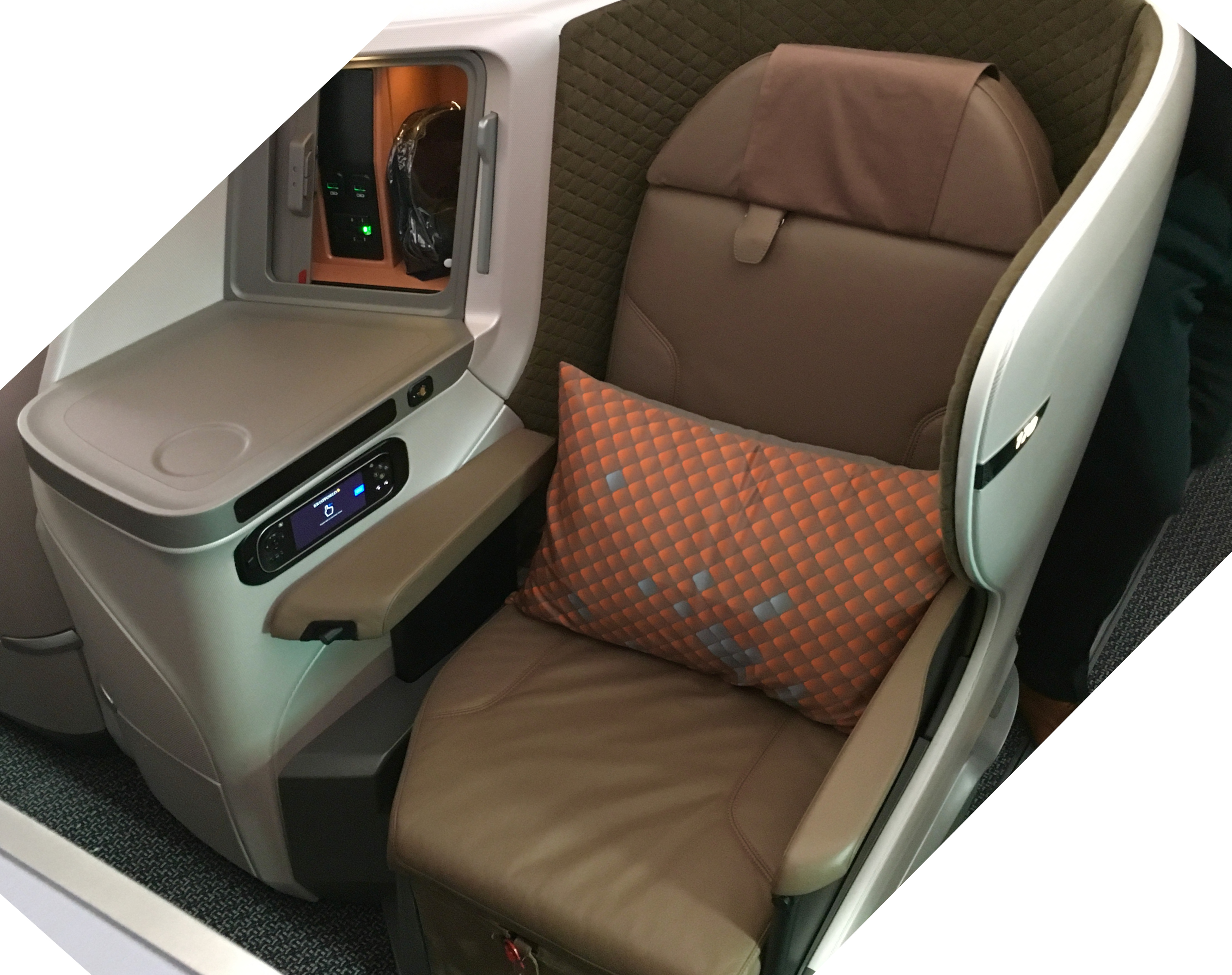
Il sedile di classe business di Singapore Airlines, utilizzato sui voli più brevi.

I sedili della classe business sui voli a lungo raggio sono sostanzialmente diversi da quelli della classe economica e molte compagnie aeree hanno installato sedili completamente reclinabili in classe business, mentre in precedenza i sedili con tale reclinazione erano disponibili solo in prima classe. Oggi esistono essenzialmente tre tipi di sedili di classe business sui voli a lungo raggio. Questi sono elencati in ordine crescente di qualità.

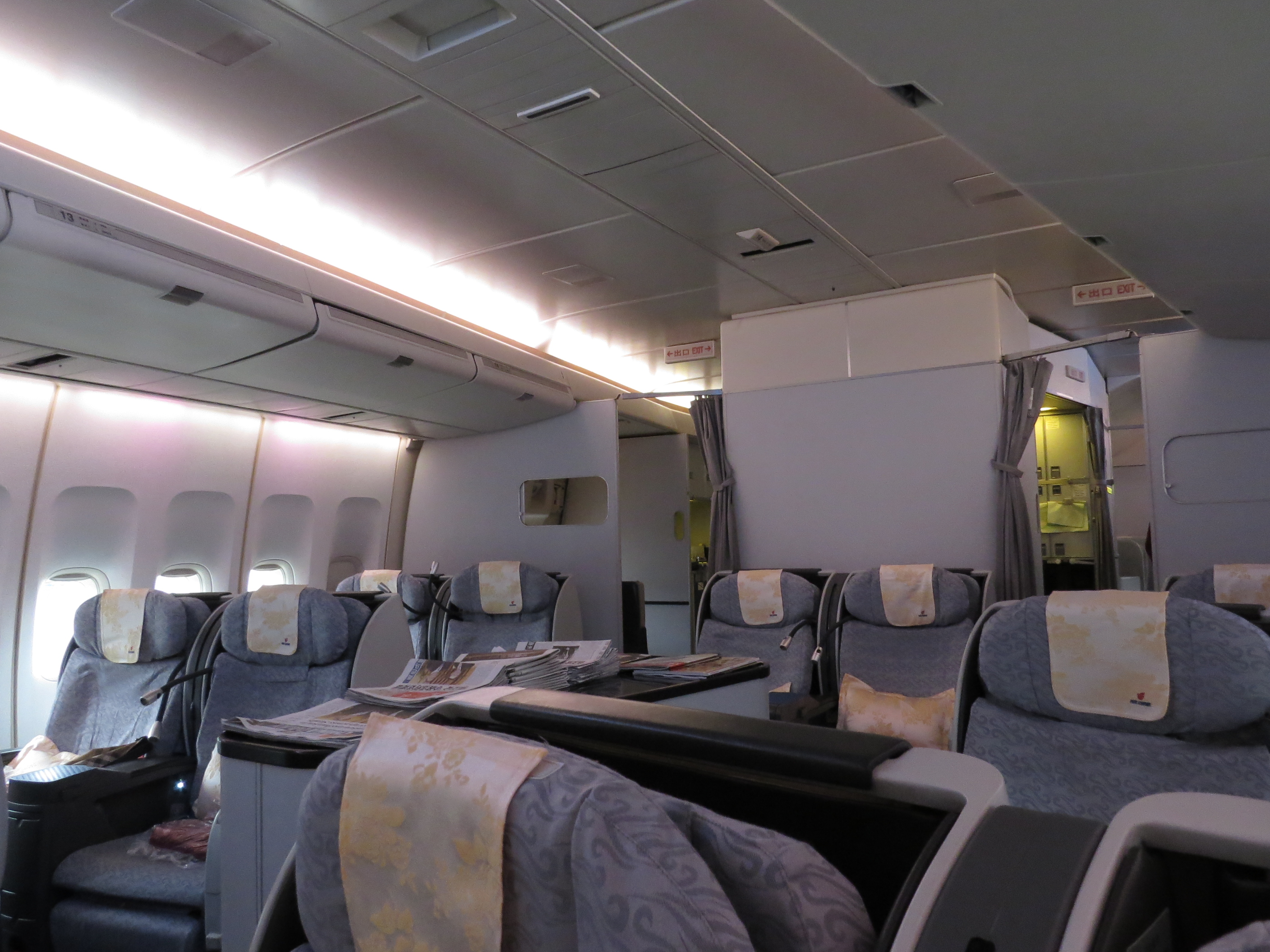
I sedili reclinabili della classe business di Air China su un Boeing 747-400.

I sedili con seduta reclinabile sono sedili con un'inclinazione di circa 150-160 gradi e uno spazio per le gambe notevolmente maggiore rispetto a quelli di classe economica. La distanza tra i sedili in classe business varia dai 97 a 202 cm (in genere dai 140 ai 160 cm), mentre le dimensioni dei sedili in classe business variano da 44 a 86 cm (in genere dai 51 ai 56 cm). Sebbene molte compagnie aeree abbiano aggiornato le loro cabine di classe business per i voli a lungo raggio con sedili reclinabili o completamente reclinabili, i sedili con seduta reclinabile sono ancora comuni nella classe business dedicata alle tratte più brevi.

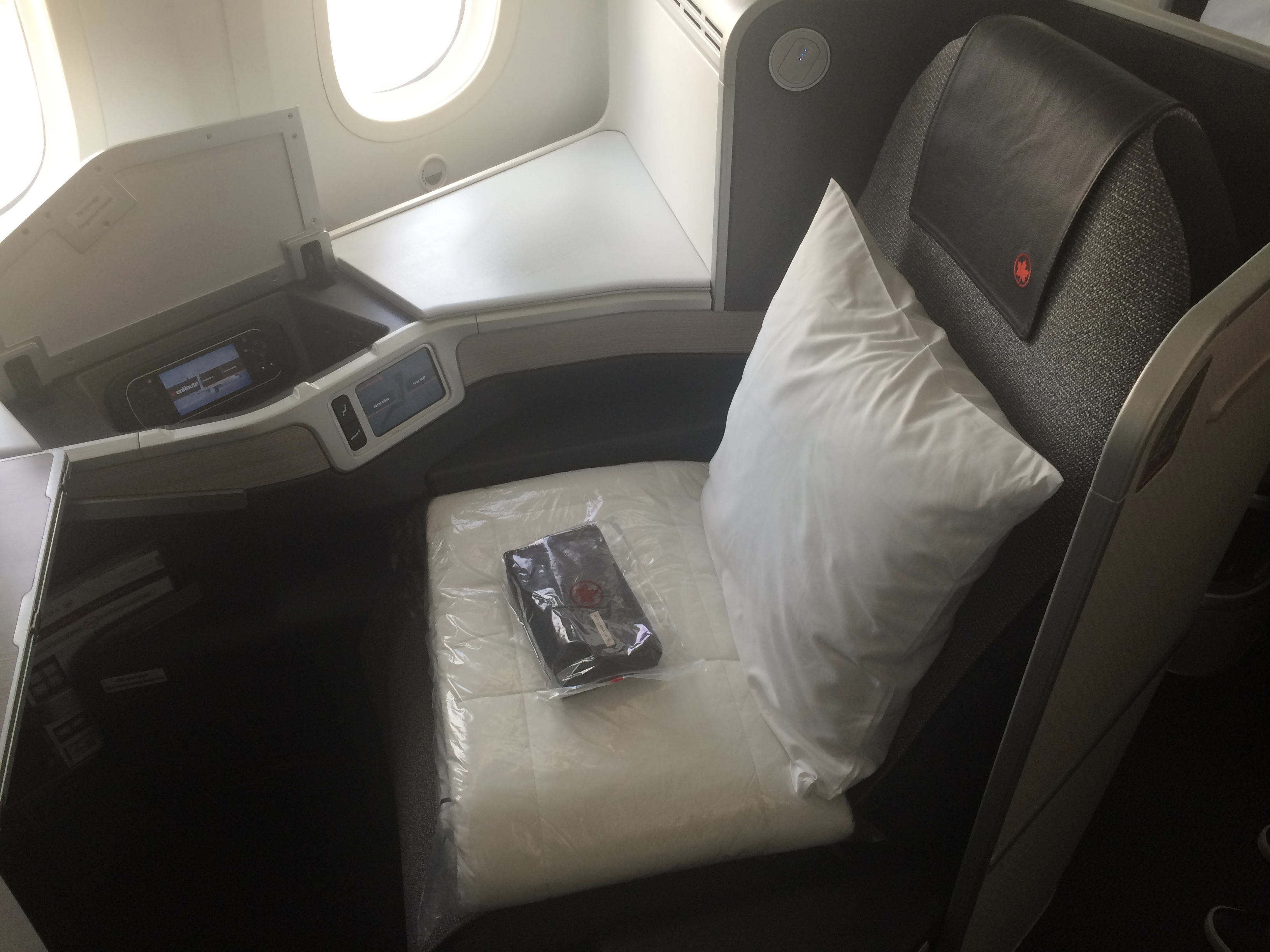
Sedile di classe business di Air Canada completamente reclinabile.

I sedili reclinabili angolati si inclinano di 170 gradi (o poco meno) in modo da fornire una superficie piana su cui dormire, ma non sono paralleli al pavimento dell'aereo quando reclinati, rendendoli meno comodi di un letto. La distanza tra i sedili varia in genere da 140 a 170 cm (da 55 a 65 pollici) e la larghezza del sedile varia solitamente da 46 a 58 cm (da 18 a 23 pollici). Questi sedili sono stati introdotti per la prima volta da Northwest, Continental Airlines, Japan Airlines, Qantas e diverse altre compagnie aeree nel 2002 e nel 2003.

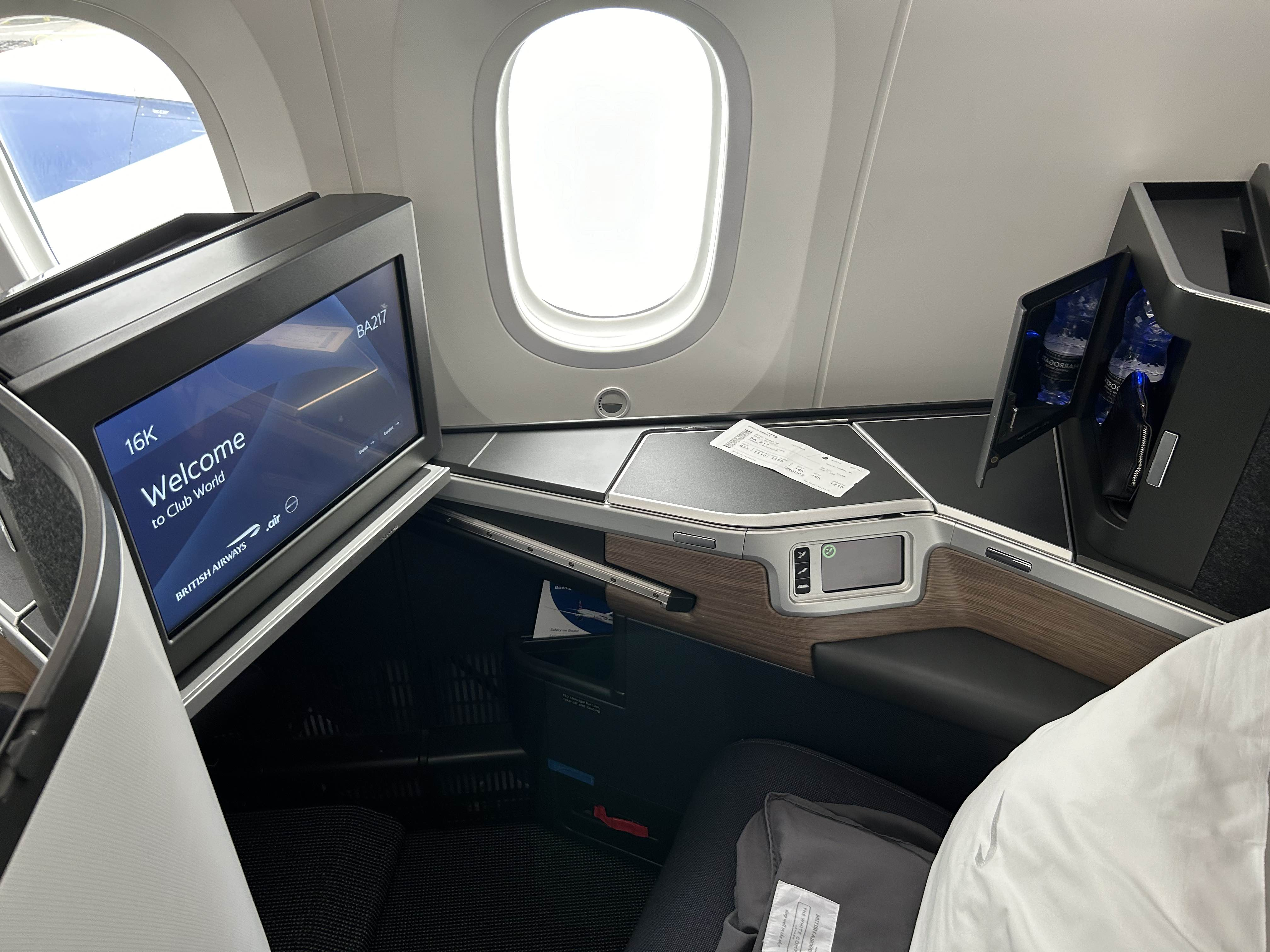
Sedile della "Club World" di British Airways su un Boeing 787-10.

I sedili completamente reclinabili si trasformano in una superficie piana per dormire parallela al pavimento dell'aereo. Molte compagnie aeree offrono tali sedili in prima classe, ma mantengono posti di qualità inferiore in classe business per differenziare i due prodotti e le tariffe. British Airways, che ha introdotto i letti completamente reclinabili in prima classe nel 1995, è stata tra le prime compagnie aeree a introdurre sedili completamente reclinabili in classe business con la sua "Club World" nel 1999.

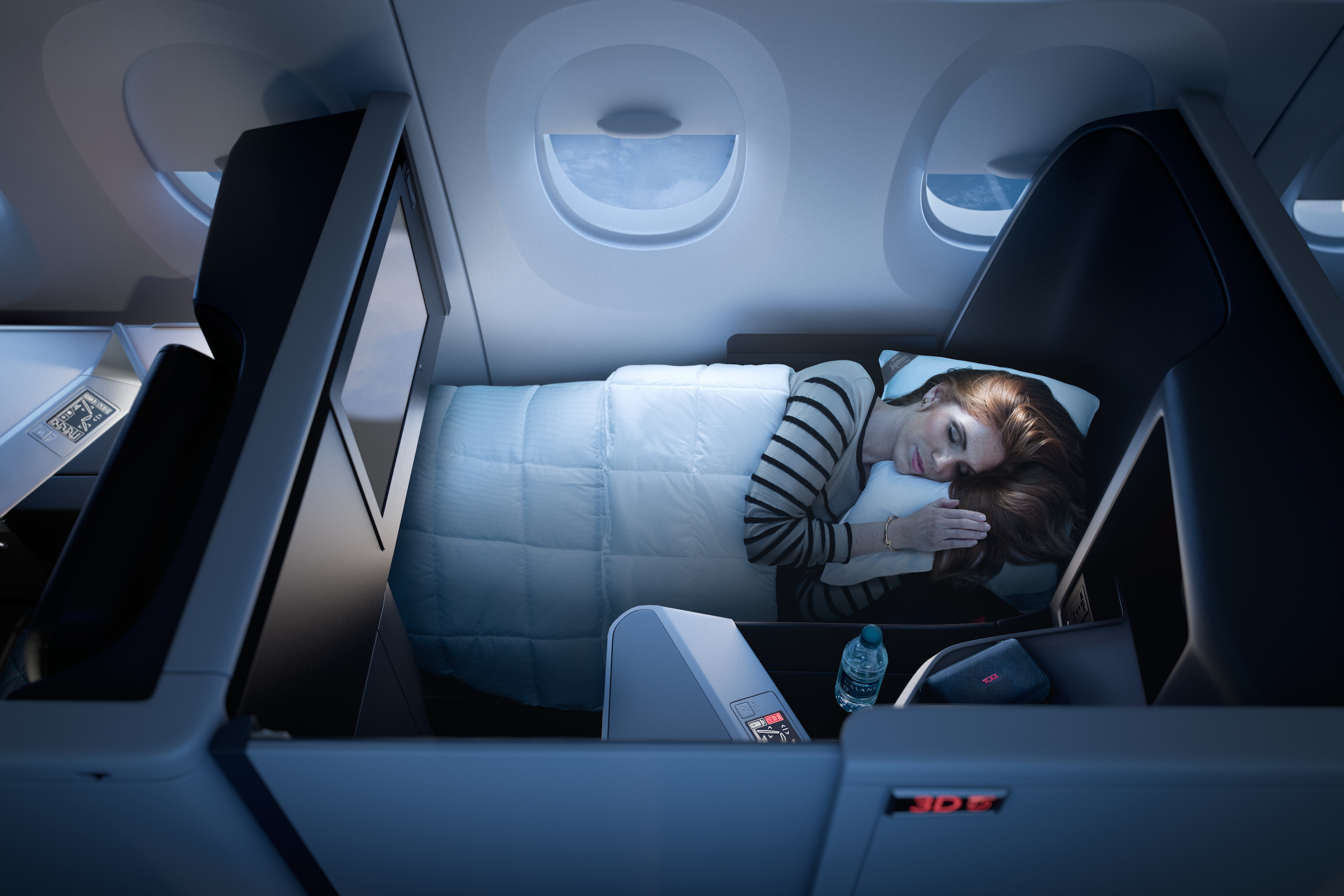
Sedile della suite di Delta Air Lines chiamata "Delta One" su un Airbus A350-900.

I sedili a spina di pesce, in cui i sedili sono posizionati ad angolo sul corridoio dell'aereo, sono utilizzati in alcune cabine di aeromobili a fusoliera larga per consentire l'accesso diretto al corridoio per ogni sedile e per consentire a un gran numero di posti a sedere completamente reclinati di occupare uno spazio ridotto nella cabina. Il concetto è stato sviluppato per la prima volta da Virgin Atlantic Airways per la sua cabina chiamata "Upper Class" e da allora è stato utilizzato anche da Delta Air Lines, Cathay Pacific, Air Canada e altre compagnie aeree.
I sedili di cabina sono progettati per offrire ai passeggeri di classe business la massima privacy possibile durante il volo. Questi sedili sono in genere disposti in una configurazione 1-2-1 su un aereo a fusoliera larga. Su ciascun lato del sedile è presente una porta scorrevole alta circa 1,2 metri. Aeromobili come questi offrono il miglior comfort ergonomico sui voli a lungo raggio in classe business. Sono stati introdotti per la prima volta da US Airways.

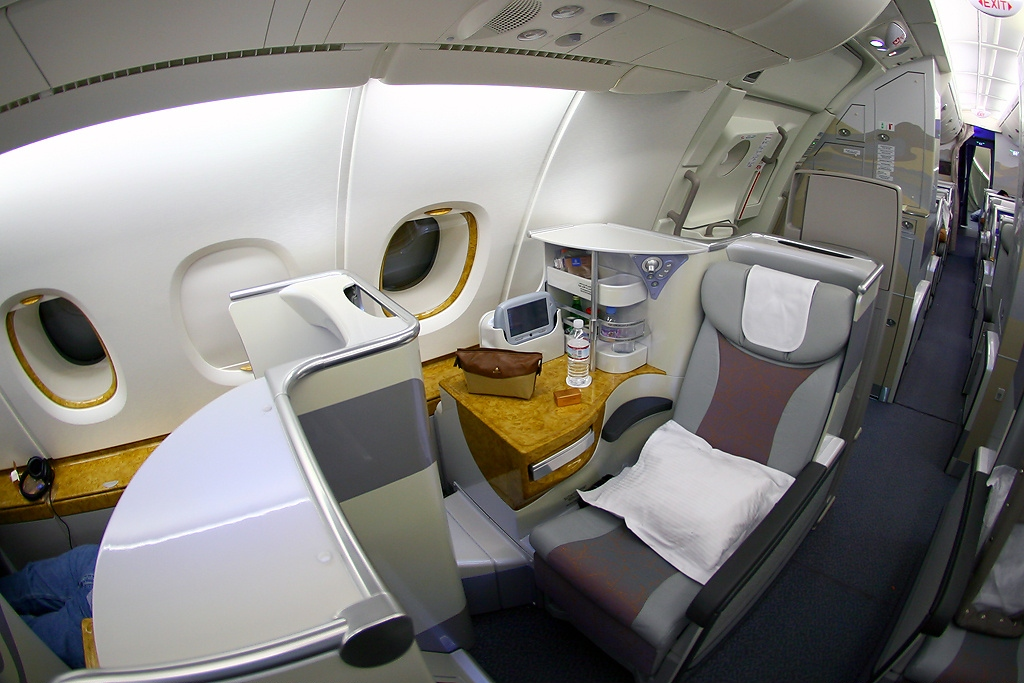
Sedile di classe business di Emirates su un Airbus A380-861.

Recaro sostiene che il suo sedile di classe business chiamato "CL6710" è uno dei più leggeri con i suoi 80 kg (176 libbre), mentre gli altri possono superare i 100 kg (220 libbre), per un totale di 2-3 tonnellate (4.400–6.600 libbre) per 60 posti.
I menù

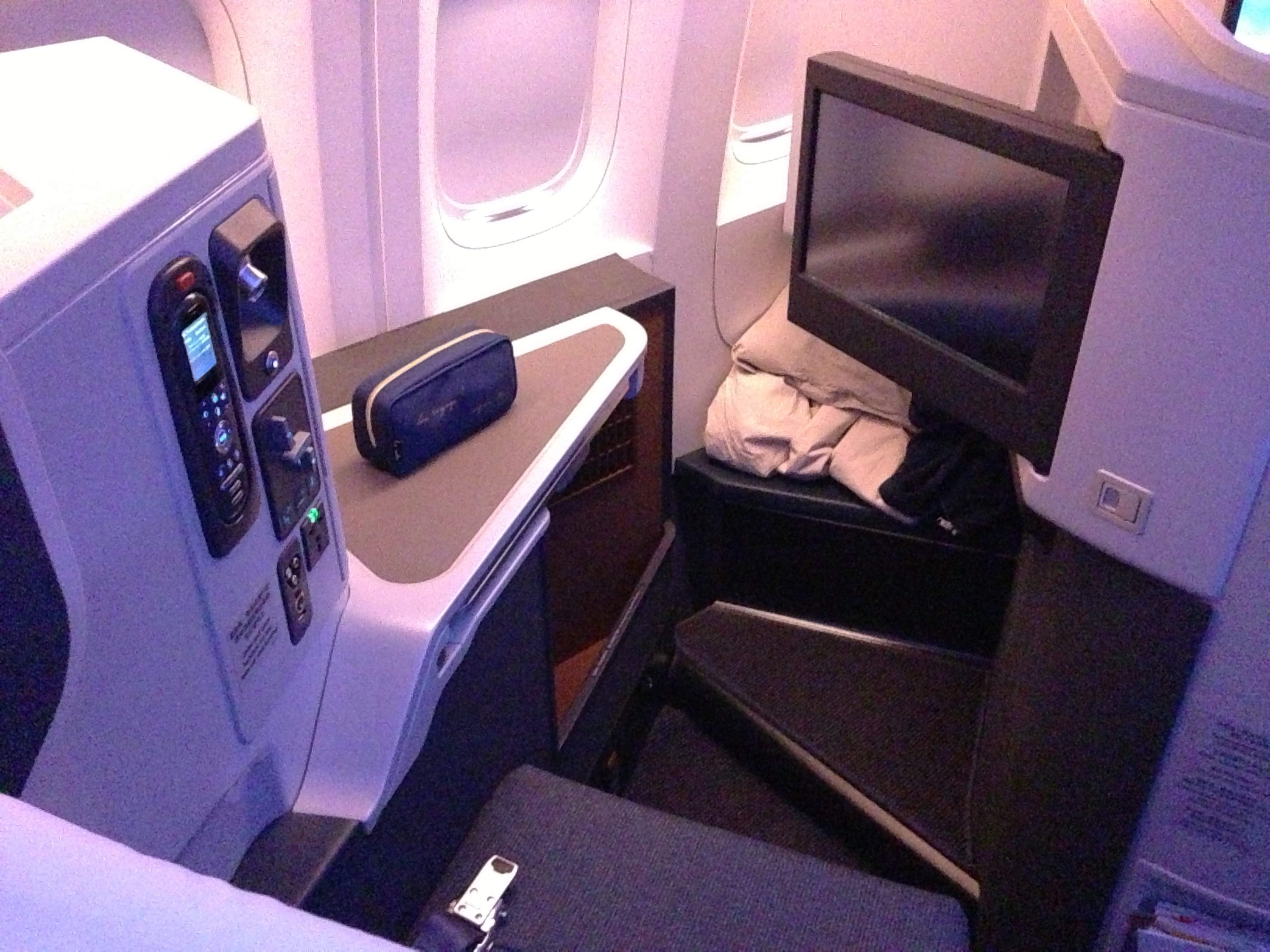
Sedile di classe business su un Boeing 777-300ER di Cathay Pacific.

Durante un volo a lungo raggio in classe business, compagnie aeree come Swiss, Lufthansa, Scandinavian Airlines e molte altre offrono pasti gourmet a bordo con una scelta di portate principali. Una volta accomodati, ai passeggeri di classe business viene offerta una scelta tra champagne, succo d'arancia o acqua (chiamato servizio pre-volo), a cui segue un pasto di 3-5 portate (in genere comprendente insalata, zuppa, portata principale con almeno 3 scelte e un dessert) durante il volo. A seconda dell'orario di arrivo, il volo potrebbe offrire una colazione con una varietà di scelte o uno spuntino leggero circa 90 minuti prima dell'atterraggio. Alcune compagnie aeree, come Singapore Airlines, consentono ai passeggeri di richiedere pasti specifici non presenti nel menu standard prima del volo. La scelta di bevande alcoliche per le cabine di classe business è generosa, con le compagnie aeree che offrono diversi vini pregiati e un assortimento di birre e liquori.
Il marchio nelle compagnie aeree
Il nome esatto della classe business può variare a seconda della compagnia aerea. Il testo in grassetto indica le compagnie aeree per le quali la classe business è la classe di viaggio offerta più elevata:
| Compagnia aerea                 | Nome del servizio | Stato    | Note |
| ------------------------------- | --- | -------- | ---- |
| Aegean Airlines                 | "Business Class" | Attiva   |      |
| Aer Lingus                      | "Business Class" (precedentemente "Premier Class") | Attiva   |      |
| Aeroflot                        | "Президент" (sul lungo raggio; tradotta"President") "Премьер" (sul corto e medio raggio; tradotta "Premier")                                                                                   | Attiva   |      |
| Aerolíneas Argentinas           | "Club Cóndor" | Attiva   |      |
| Aeroméxico                      | "Clase Premier" | Attiva   |      |
| Air Algérie                     | "Rouge Affaires" | Attiva   |      |
| Air Astana                      | "Business Class" | Attiva   |      |
| Air Austral                     | "Club Austral" | Attiva   |      |
| Aircalin                        | "Hibiscus class" | Attiva   |      |
| Air Canada                      | "Signature Class" (sui voli internazionali, precedentemente "International Business Class") "North America Business Class" (sui voli nazionali e regionali, precedentemente "Executive Class") | Attiva   |      |
| Air Caraïbes                    | "Classe Madras" | Attiva   |      |
| Air China                       | "Capital Pavilion" | Attiva   |      |
| Air Europa                      | "Business Class" | Attiva   |      |
| Air France                      | "Affaires" (tradotto "Affari") | Attiva   |      |
| Air Greenland                   | "Nanoq Class" (tradotto "Classe Orso Polare") | Attiva   |      |
| Air India                       | "Executive Class" | Attiva   |      |
| Air Koryo                       | "Business Class" | Attiva   |      |
| Air Macau                       | "Business Class" | Attiva   |      |
| Air New Zealand                 | "Business Premier" | Attiva   |      |
| Air Seychelles                  | "Pearl Class" | Attiva   |      |
| AirAsia X                       | "Premium Flatbed" | Attiva   |      |
| Alaska Airlines                 | "First Class" | Attiva   |      |
| All Nippon Airways              | "Business Class" (sui voli internazionali, precedentemente "Club ANA") | Attiva   |      |
| American Airlines               | "Domestic First Class" (sui voli nazionali) "Flagship Business" (sui voli internazionali) | Attiva   |      |
| Asiana Airlines                 | "Business Smartium" o "Business Class" | Attiva   |      |
| Austrian Airlines               | "Business Class" (precedentemente "Grand Class") | Attiva   |      |
| Avianca                         | "Clase Ejecutiva" (tradotto "Classe Business") | Attiva   |      |
| Azul Linhas Aéreas              | "Business Xtra" | Attiva   |      |
| Bangkok Airways                 | "Blue Ribbon Class" | Attiva   |      |
| Batik Air                       | "Business Class" | Attiva   |      |
| Beijing Capital Airlines        | "Business Class" | Attiva   |      |
| Biman Bangladesh Airlines       | "Business Class" | Attiva   |      |
| British Airways                 | "Club World" (sul lungo raggio) "Club Suites" (utilizzato specificamente per riferirsi al nuovo prodotto Club World) "Club Europe" (sui voli domestici ed europei)                             | Attiva   |      |
| Brussels Airlines               | "Business Class" | Attiva   |      |
| Cathay Pacific                  | "Business Class" (in precedenza "Marco Polo Business Class" negli anni '80 e '90) "Aria Suite" (disponibile dal secondo trimestre del 2024, solo sui Boeing 777-300ER)                         | Attiva   |      |
| Caribbean Airlines              | "Business Class" | Attiva   |      |
| China Airlines                  | "Business Class" (precedentemente "Dynasty Class") e "Premium Business Class" | Attiva   |      |
| China Eastern Airlines          | "Business Class" | Attiva   |      |
| China Southern Airlines         | "Business Class" | Attiva   |      |
| Copa Airlines                   | "Clase Ejecutiva" | Attiva   |      |
| Cyprus Airways                  | "Apollo Class" | Attiva   |      |
| Delta Air Lines                 | "Delta One" (precedentemente "Business Elite") | Attiva   |      |
| Donghai Airlines                | "Business Class" | Attiva   |      |
| Drukair                         | "Business Class" | Attiva   |      |
| El Al                           | "מחלקת עסקים" (tradotto "Business Class") | Attiva   |      |
| EgyptAir                        | "حورس" (tradotta "Horus") | Attiva   |      |
| Emirates                        | "Business Class" | Attiva   |      |
| Ethiopian Airlines              | "Cloud Nine" | Attiva   |      |
| Etihad Airways                  | "Pearl Business Class" e "Business Studio" | Attiva   |      |
| EVA Air                         | "Royal Laurel", "Premium Laurel" e "Business Class" | Attiva   |      |
| Fiji Airways                    | "Tabua Class" | Attiva   |      |
| Finnair                         | "Business Class" | Attiva   |      |
| Garuda Indonesia                | "Business Class" (precedentemente "Executive Class") | Attiva   |      |
| Gulf Air                        | "Falcon Gold" | Attiva   |      |
| Hainan Airlines                 | "Business Class" | Attiva   |      |
| Hawaiian Airlines               | "Premium Business Class" (sui voli internazionali) "Business Class" (sui voli domestici e regionali; precedentemente "First Class") "Leihoku Suites" (solo sui Boeing 787-9)                   | Attiva   |      |
| Hebei Airlines                  | "Business Class" | Attiva   |      |
| Hong Kong Airlines              | "Business Class" | Attiva   |      |
| IndiGo                          | "Stretch" | Attiva   |      |
| Iberia                          | "Business Plus" e "Business Class" | Attiva   |      |
| Icelandair                      | "Saga Class" | Attiva   |      |
| Iran Air                        | "هما کلاس" (tradotto "Classe Homa") | Attiva   |      |
| ITA Airways                     | "Business Class" (sui voli internazionali) "Superior Class" (sui voli domestici) | Attiva   |      |
| Japan Airlines                  | "JAL Business Class" (sui voli internazionali) "Class J" (sui voli domestici) | Attiva   |      |
| Jazeera Airways                 | "Business Class" | Attiva   |      |
| JetBlue Airways                 | "Mint" | Attiva   |      |
| Jetstar Airways                 | "Business Class" | Attiva   |      |
| Juneyao Air                     | "Business Class" | Attiva   |      |
| Kenya Airways                   | "Premiere World" | Attiva   |      |
| KLM                             | "World Business Class" e "Europe Business Class" | Attiva   |      |
| Korean Air                      | "Prestige Class" | Attiva   |      |
| Kunming Airlines                | "Business Class" | Attiva   |      |
| Kuwait Airways                  | "Business Class" | Attiva   |      |
| LATAM Airlines                  | "Business Class" | Attiva   |      |
| Lao Airlines                    | "Business Class" | Attiva   |      |
| Lucky Air                       | "Business Class" | Attiva   |      |
| LOT Polish Airlines             | "Elite Club" (solo sui Boeing 787) e "Business Class" (sugli altri aeromobili) | Attiva   |      |
| Lufthansa                       | "Business Class" | Attiva   |      |
| Mahan Air                       | "Business Class" (sul lungo raggio con l'Airbus A340) | Attiva   |      |
| Malaysia Airlines               | "Business Class" (precedentemente "Golden Club Class") | Attiva   |      |
| Maldivian                       | "Business Class" | Attiva   |      |
| Malindo Air                     | "Business Class" | Attiva   |      |
| MIAT Mongolian Airlines         | "Business Class" | Attiva   |      |
| Middle East Airlines            | "Cedar Class" | Attiva   |      |
| Myanmar National Airlines       | "Business Class" | Attiva   |      |
| NAM Air                         | "Business Class" | Attiva   |      |
| Nepal Airlines Corporation      | "Shangrila Class" | Attiva   |      |
| Olympic Air                     | "Business Class" o "Gold Business Class" | Attiva   |      |
| Oman Air                        | "Business Class" | Attiva   |      |
| Pakistan International Airlines | "Business Plus+" | Attiva   |      |
| PAL Express                     | "Business Class" | Attiva   |      |
| Philippine Airlines             | "Business Class" (precedentemente "Mabuhay Class") | Attiva   |      |
| Qantas                          | "Business Class" e "Business Suite" | Attiva   |      |
| Qatar Airways                   | "Business Class" e "Qsuite" | Attiva   |      |
| Royal Air Maroc                 | "Premium Class" | Attiva   |      |
| Royal Brunei Airlines           | "Business Class" | Attiva   |      |
| Royal Jordanian                 | "Crown Class" | Attiva   |      |
| Saudia                          | "درجة الأفق" (tradotta "Classe Orizzonte") | Attiva   |      |
| Scandinavian Airlines           | "Business Class" (sui voli internazionali) "SAS PLUS" (sui voli europei) | Attiva   |      |
| Scoot                           | "ScootPlus" | Attiva   |      |
| Shanghai Airlines               | "Business Class" | Attiva   |      |
| Shenzhen Airlines               | "Business Class" | Attiva   |      |
| Sichuan Airlines                | "Business Class" | Attiva   |      |
| Sky Angkor Airlines             | "Business Class" | Attiva   |      |
| Singapore Airlines              | "Business Class" (precedentemente "Raffles Class") | Attiva   |      |
| South African Airways           | "Business Class" (precedentemente "Gold Class" ) | Attiva   |      |
| SpiceJet                        | "SpiceBiz" (solo sui Boeing 737) | Attiva   |      |
| SriLankan Airlines              | "Business Class" | Attiva   |      |
| Sriwijaya Air                   | "Business Class" | Attiva   |      |
| Swiss International Air Lines   | "SWISS Business" | Attiva   |      |
| TAAG Angola Airlines            | "Executiva Class" | Attiva   |      |
| TAP Air Portugal                | "TAP Executive" | Attiva   |      |
| TAROM                           | "Business Class" | Attiva   |      |
| Thai Airways International      | "Royal Silk Class" | Attiva   |      |
| Thai Lion Air                   | "Business Class" | Attiva   |      |
| Tianjin Airlines                | "Business Class" | Attiva   |      |
| Tibet Airlines                  | "Business Class" | Attiva   |      |
| Turkish Airlines                | "Business Class" | Attiva   |      |
| Turkmenistan Airlines           | "Business Class" | Attiva   |      |
| United Airlines                 | "United Polaris" (sui voli internazionali) "United First" (sui voli domestici) "United Business" (sui voli regionali) "United Polaris Studio" (in arrivo nel 2026, solo sui Boeing 787)        | Attiva   |      |
| US-Bangla Airlines              | "Business Class" | Attiva   |      |
| Uzbekistan Airways              | "Business Class" | Attiva   |      |
| Vietnam Airlines                | "Business Class" | Attiva   |      |
| Virgin Atlantic Airways         | "Upper Class" | Attiva   |      |
| Virgin Australia                | "Domestic Business" e "International Business" | Attiva   |      |
| WestJet                         | "Business Class" | Attiva   |      |
| XiamenAir                       | "Business Class" | Attiva   |      |
| AirTran Airways                 | "Business Class" | Dismessa |      |
| Alitalia                        | "Magnifica" (sul lungo raggio) "Ottima" (sul corto raggio) | Dismessa |      |
| America West Airlines           | "America West First" | Dismessa |      |
| Canadian Airlines               | "Business Class" | Dismessa |      |
| Cathay Dragon                   | "Business Class" | Dismessa |      |
| Continental Airlines            | "BusinessFirst" | Dismessa |      |
| Jet Airways                     | "Premiere Class" | Dismessa |      |
| Kingfisher Airlines             | "Kingfisher First" | Dismessa |      |
| Malév Hungarian Airlines        | "SkyClub Business Class" | Dismessa |      |
| Mexicana                        | "Elite Class" | Dismessa |      |
| Midwest Airlines                | "Signature Service" | Dismessa |      |
| Northwest Airlines              | "World Business Class" | Dismessa |      |
| Pan American World Airways      | "Clipper Class" | Dismessa |      |
| Regent Airways                  | "Business Class" | Dismessa |      |
| Spanair                         | "Premium Class" | Dismessa |      |
| Spirit Airlines                 | "Big Front Seat" (precedentemente "Spirit Plus") | Dismessa |      |
| Trans World Airlines            | "Ambassador Class" (fino agli anni '80) "TransWorld One" (dopo che il servizio a 3 classi fu ridotto a 2 negli anni '90)                                                                       | Dismessa |      |
| US Airways                      | "Envoy" (sui voli verso Brasile, Europa e Israele) "Business Class" e "First Class" (sui voli domestici)                                                                                       | Dismessa |      |
| Vistara                         | "Business Class" | Dismessa |      |

## Impatto ambientale
I gas serra, principalmente anidride carbonica, vengono emessi dagli aerei a causa della combustione del carburante. Circa il 2% delle emissioni globali di carbonio è prodotto dall'industria aeronautica.
Volare in classe business comporta maggiori emissioni rispetto a volare in classe economica, in parte a causa della quantità di spazio a disposizione.
Secondo il Dipartimento per le imprese, l'energia e la strategia industriale (BEIS), nei voli a lungo raggio le emissioni di carbonio per passeggero per chilometro percorso sono circa tre volte superiori per la classe business e quattro volte superiori per la prima classe.
La durata del volo ha un impatto sull'ambiente: poiché la maggior parte delle emissioni viene generata durante la fase di decollo, i voli a corto raggio hanno un impatto maggiore sull'ambiente, dato che le fasi più importanti del viaggio si svolgono in poco tempo. Mentre per i voli a lungo raggio, il decollo e l'atterraggio avvengono in momenti distanti tra loro, il che rende l'aereo meno impattante sull'ambiente rispetto a un volo a corto raggio, ma continua comunque a generare emissioni. Anche le rotte più trafficate aumentano le emissioni con la ripetizione della fase di decollo e atterraggio. Anche i jet privati sono problematici, poiché le emissioni vengono generate solo per un numero limitato di persone.

## Nel settore ferroviario

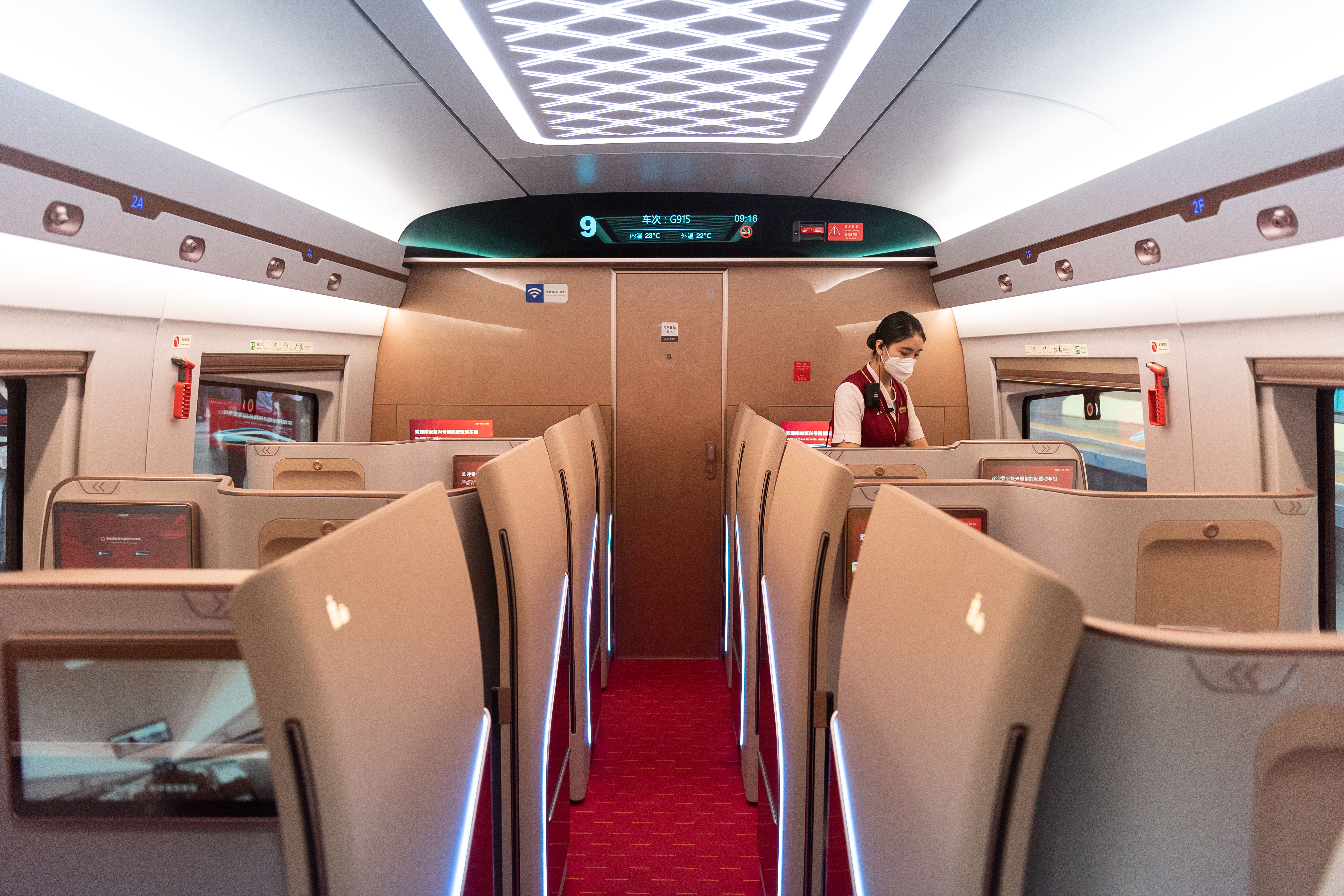
Cabina di classe business in una locomotiva elettrica di China Railway, dotata di sedili non allineati.

La classe business è la classe di viaggio più elevata sui treni ad alta velocità cinesi, mentre la prima e la seconda classe sono le opzioni più economiche. I passeggeri di classe business hanno accesso a una lounge pre-partenza, se disponibile. I posti a sedere in classe business sono disposti in configurazione 1-1 o 2-1. Pasti gratuiti, snack illimitati e bevande sono forniti ai passeggeri di classe business durante il viaggio.
Eurostar offre anche sistemazioni in classe business sui propri servizi ferroviari, denominate "Business Premier", i sedili sono simili a quelli della classe economica premium "Standard Premier" (sedili più ampi con più spazio per le gambe e maggiore reclinazione rispetto alla classe economica standard) ma includono un check-in più rapido e un servizio di ristorazione completo. Chiltern Railways offre una zona di classe business su dei treni selezionati.